# Danza dei Bottai

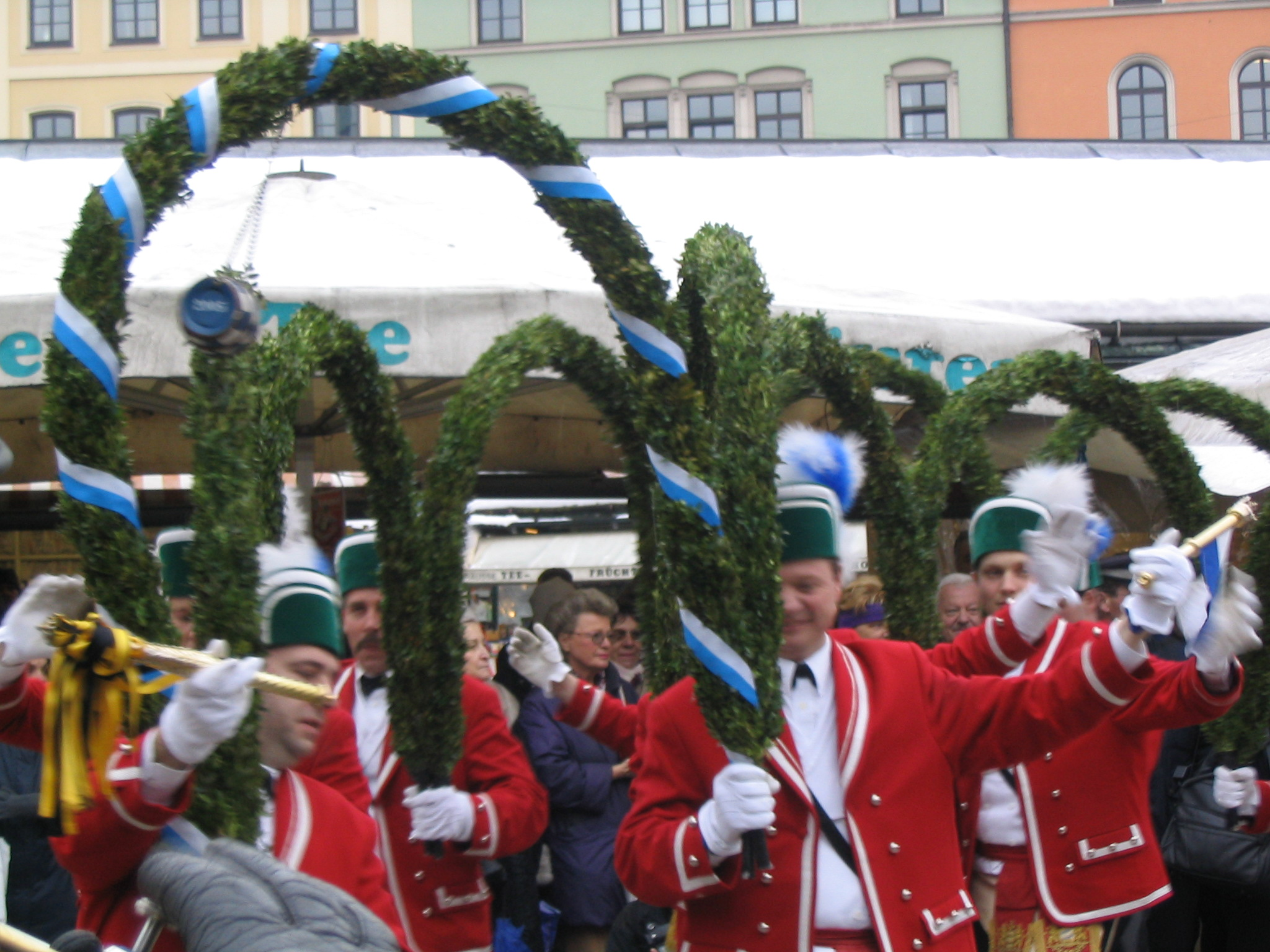
La danza dei Bottai

La danza dei Bottai è una danza rappresentata ogni sette anni dai bottai di Monaco di Baviera nel periodo di carnevale. Si tratta di una tradizione monacense che nel corso dei secoli è stata esportata in tutta la Baviera, Austria e Alto Adige.

## Storia
La leggenda dice che la danza fu eseguita per la prima volta nel 1517 durante la pestilenza che decimava gli abitanti della città per rallegrare e rassicurare la popolazione che, barricatasi nelle case da tempo, non si fidava più di uscire da casa. Con questa danza si mostrò alla cittadinanza che l'aria era ritornata salubre, la città riprese a sperare e la vita tornò per le vie di Monaco.
I bottai vengono sempre accompagnati da un arlecchino, e ballano tenendosi l'uno con l'altro con ghirlande di piante, creando varie formazioni. Il costume odierno dei bottai risale al '700 e prevede scarpe nere, calze bianche, pantaloni che vanno fino alle ginocchia, una giacca rossa, un cappello verde con piume. Ogni giorno alle undici e alle dodici il carillon del Neues Rathaus rappresenta la danza dei Bottai.